# Candanius
Candanius là một chi bọ cánh cứng trong họ 
Elateridae.
Chi này được miêu tả khoa học năm 1973 bởi Hayek.

## Các loài
Chi này có các loài:
- Candanius gracillimus (Candèze, 1889)